# District militaire sud

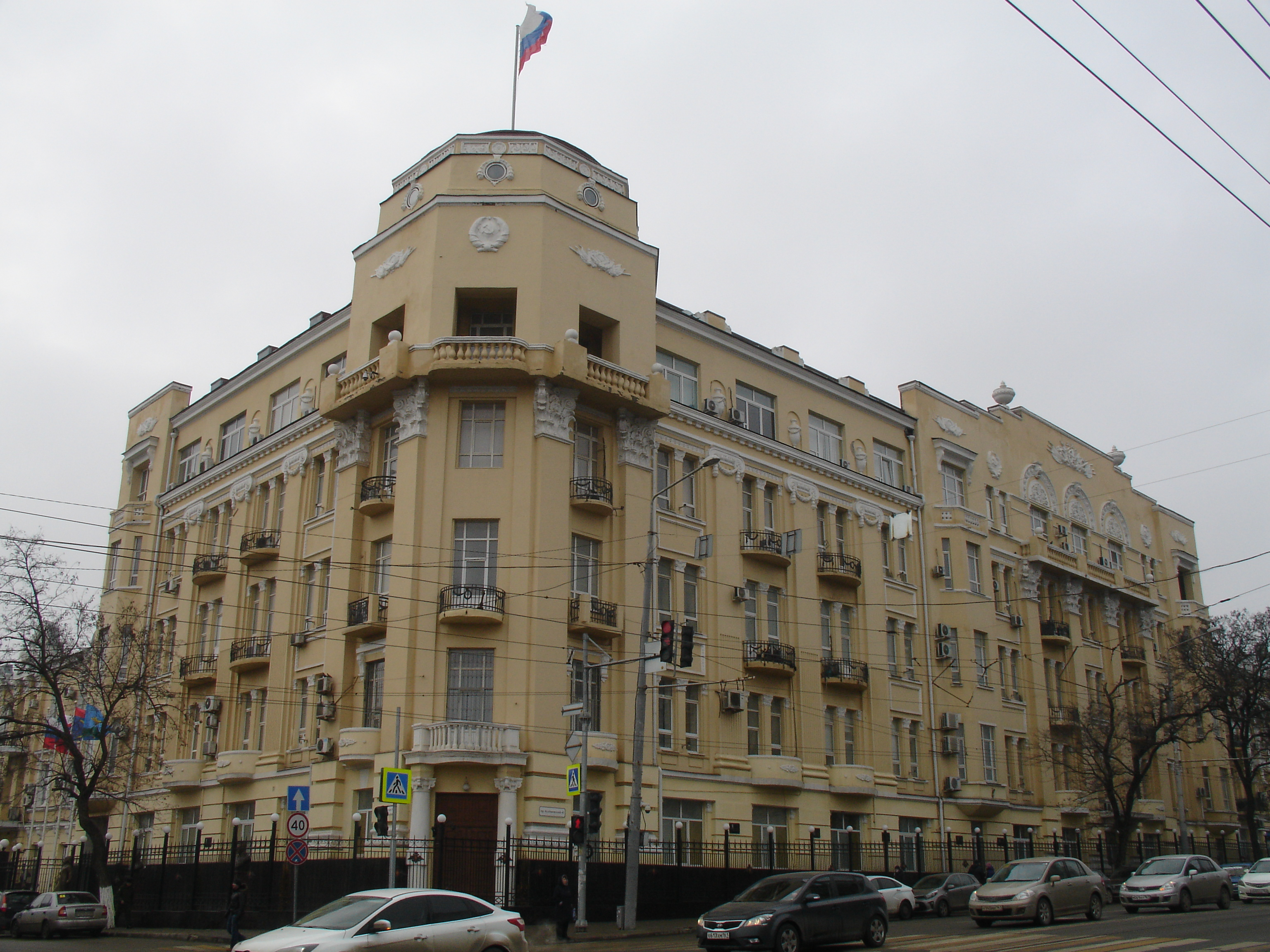
Quartier-général du district militaire sud au 53 rue Pouchkine à Rostov-sur-le-Don.

Le district militaire sud (en russe : Южный военный округ), traduisible aussi par « district militaire méridional » et abrégé en YuVO (la transcription de ЮВО), est une région militaire des Forces armées de la fédération de Russie dont le siège se trouve à Rostov-sur-le-Don. C'est l'un des cinq districts militaires du pays. Il a juridiction sur la partie méridionale de la Russie européenne, notamment le Caucase du Nord et les régions ukrainiennes annexées, ainsi que sur les bases situées dans les pays de Transcaucasie.

## Formation
Il a été formé en conséquence des réformes militaires de 2008 selon l'oukase présidentiel no 1144 du 20 septembre 2010 pour remplacer l'ancien district militaire du Caucase du Nord et pour absorber le commandement militaire de la flotte de la mer Noire et de la flottille de la Caspienne,. Le district est opérationnel dès le 22 octobre 2010 sous le commandement du colonel-général Alexandre Viktorovitch Galkine.
Le district militaire sud est le district militaire le moins étendu géographiquement en Russie. Il s'étend sur quinze sujets fédéraux : l'Adyguée, l'oblast d'Astrakhan, le Daguestan, l'Ingouchie, la Kabardino-Balkarie, la Kalmoukie, la Karatchaïévo-Tcherkessie, le kraï de Krasnodar, l'Ossétie du Nord-Alanie, l'oblast de Rostov, le kraï de Stavropol, la Tchétchénie, l'oblast de Volgograd, ainsi que la Crimée et la ville portuaire de Sébastopol depuis l'annexion de la Crimée (le 18 mars 2014).
Le 1er mars 2024, à la suite d'un décret pris par Vladimir Poutine le 26 février, le district s'agrandit pour intégrer les régions annexées du sud et de l'est de l'Ukraine, c'est-à-dire la république populaire de Donetsk, la république populaire de Lougansk, l'oblast de Kherson et l'oblast de Zaporojié.

## Grandes unités
Le district sud couvrant la partie méridionale de la Russie européenne, il fait face au Caucase et aux pays de Transcaucasie, mais aussi à l'Ukraine. En plus d'unités organiques (2 brigades ferroviaires, 2 de logistique et 4 centres d'entraînement), le district a en 2018 sous ses ordres les grandes unités suivantes :
- de l'armée de terre russe[4] :
  - la 8e armée combinée de la Garde, à Novotcherkassk dans l'oblast de Rostov ;
  - la 49e armée combinée, à Stavropol ;
  - la 58e armée combinée, à Vladikavkaz en Ossétie du Nord ;
  - la 7e base militaire, à Goudaouta en république d'Abkhazie ;
  - la 4e base militaire de la Garde, à Tskhinvali en république d'Ossétie du Sud ;
  - la 102e base militaire, à Gyumri en Arménie ;
  - le 1er corps d'armée (ex milice de la république populaire de Donetsk), dans le Donbass ;
  - le 2e corps d'armée de la Garde (ex milice de la république populaire de Lougansk), dans le Donbass ;
  - la 238e brigade d'artillerie de la Garde (armée avec des BM-27 Ouragan), à Korenovsk ;
  - la 439e brigade de lance-roquettes, à Znamensk dans l'oblast d'Astrakhan ;
  - la 77e brigade de missiles antiaériens (des S-300), à Korenovsk ;
  - la 11e brigade du génie, à Kamensk-Chakhtinski dans l'oblast de Rostov ;
  - la 28e brigade de défense NBC, à Kamychine dans l'oblast de Volgograd ;
  - la 19e brigade de guerre électronique, à Rassvet dans l'oblast de Rostov ;
  - la 175e brigade de commandement, à Aksaï dans l'oblast de Rostov ;
  - une base de stockage d'armes et d'équipements (de quoi théoriquement remettre sur pied une brigade d'artillerie)[5] ;
- de la marine russe, avec la flotte de la mer Noire, basée à Sébastopol et Novorossiïsk, ainsi que la flottille de la Caspienne à Astrakhan, Kaspiisk et Makhatchkala ;
  - le 22e corps d'armée, à Simferopol en Crimée ;
  - la 810e brigade d'infanterie de marine de la Garde, à Sébastopol-Gagarine ;
  - le 177e régiment d'infanterie de marine, à Kaspiisk au Daghestan ;
  - le 382e bataillon d'infanterie de marine, à Temriouk dans le kraï de Krasnodar ;
  - la 11e brigade de missiles et d'artillerie côtière, à Outash près d'Anapa ;
  - la 15e brigade de missiles et d'artillerie côtière, à Sébastopol-Lénine ;
  - le 51e bataillon de missiles et d'artillerie côtière, à Kaspiisk ;
  - le 68e régiment du génie maritime, à Eupatoria en Crimée ;
  - le 475e centre de guerre électronique, à Sébastopol ;
- des troupes aéroportées (les VDV) :
  - la 7e division d'assaut aéroportée de la Garde (de montagne), à Novorossiïsk ;
- des forces spéciales du GRU :
  - la 22e brigade des forces spéciales de la Garde, à Stepnoï (ru) dans l'oblast de Rostov ;
  - la 10e brigade des forces spéciales, à Molkine près de Krasnodar ;
  - la 346e brigade des forces spéciales, à Prokhladny en Kabardino-Balkarie ;
  - la 154e brigade spéciale de génie radio, à Izobilny dans le kraï de Stavropol ;
  - le 74e régiment spécial de génie radio, à Vladikavkaz ;
- de l'armée de l'air russe (la VVS et les PVO) :
  - la 4e armée aérienne des VVS et PVO, à Rostov-sur-le-Don ;
  - la 2e division d'aviation navale :
    - le 43e régiment d'aviation d'assaut, sur la base aérienne de Novofedorivka (à Saki) ;
    - le 318e régiment d'aviation mixte (lutte anti-sous-marine, transport et sauvetage), sur la base de Katcha.

## Principales opérations

### En Ukraine, 2014-2015
Les informations publiées sur l'invasion de la Crimée en février-mars 2014 montre que plusieurs unités du district sud y ont participé, mais sans indiquer que l'état-major du district était chargé de l'opération, qui n'était pas uniquement militaire. D'une part, elle a impliqué directement la 810e brigade d'infanterie navale (de la base navale de Sébastopol), la 7e division aéroportée et des navires de la flotte de la mer Noire ; mais d'autre part il y a eu aussi des agents du FSB, des détachement des SSO (les premiers « petits hommes verts »), le 45e régiment aéroporté (du district ouest), la 31e brigade d'assaut aérien (du district central) et deux brigades de spetsnaz, toutes concentrées sur l'aéroport d'Anapa avant d'être transférées sur la péninsule par pont aérien (à bord d'Iliouchine Il-76 et d'hélicoptères).
Il en est de même pour la guerre du Donbass, mais avec une montée en puissance du dispositif russe, qui reste camouflé : en mars et mai 2014, il s'agit d'agents du FSB, ainsi que de plusieurs petits groupes de spetsnaz du GRU et du 45e régiment. À partir de juillet 2014, se rajoutent des détachements de défense aérienne et des lance-roquettes multiples ; puis en août, ce sont quatre BTG (dont celui de la 18e brigade) qui repoussent les forces ukrainiennes (notamment à Ilovaïsk), ne s'arrêtant qu'avec la signature du protocole de Minsk le 5 septembre 2014. Les combats reprennent en janvier 2015, avec la seconde bataille de l'aéroport de Donetsk et surtout la bataille de Debaltseve, qui voient l'intervention des 18e brigade indépendante de fusiliers motorisés (en 2016, elle devient le 71e régiment de la 42e division de la 58e armée), 8e brigade de fusiliers motorisés de la Garde, du 25e régiment de spetsnaz, d'éléments de la 232e brigade de lance-roquettes multiples et d'une partie des 37e et 5e brigades de chars (du district est).

### En Syrie et en Transcaucasie
Le district sud est de nouveau mis à contribution pour l'intervention militaire de la Russie en Syrie à partir de septembre 2015 : un bataillon de la 810e brigade de la MRP est envoyé à Tartous et Hmeimim, ainsi qu'un bataillon de police militaire tchétchène (du 71e régiment).
Pour clore la guerre de 2020 au Haut-Karabagh, l'accord de cessez-le-feu du 10 novembre 2020, c'est encore le district sud qui envoie un contingent de maintien de la paix, basé à Stepanakert, chargé de s'interposer sur la ligne de front du Haut-Karabagh, notamment dans le corridor de Latchine.

### En Ukraine, 2022-2023

Lors de l'invasion de l'Ukraine en 2022, les véhicules russes portent des marques pour les différencier de ceux ukrainiens : c'est un grand Z pour le district sud.

L'invasion de l'Ukraine par la Russie depuis le 24 février 2022 voit un engagement bien plus important du district sud, car son état-major a la charge de la « directions opérationnelles Crimée » : sa 8e armée qui encadre les milices rebelles doit fixer un maximum de forces ukrainiennes dans le Donbass, tandis que sa 58e armée débouche facilement de l'isthme de Perekop (route M17/E97) et du pont de Henitchesk (M18/E105), conquiert Melitopol le 25, puis Berdiansk le 28 février. La 7e division des VDV et le 22e corps d'armée atteignent le pont d'Antonivka dès le 24 au soir, puis prennent Kherson le 2 mars. Le front se fixe ensuite devant Mykolaïv, Zaporijjia et Houliaïpole (bien défendues), tandis que les BTG de la 49e armée combinée arrivent via le pont de Crimée.
Dès le printemps 2022, le conflit s'enlise sous forme d'une longue guerre de positions, marquée par le siège de Marioupol (prise le 20 mai) et les combats dans le Donbass (Sievierodonetsk, Lyssytchansk, Soledar, Bakhmout, Vouhledar, etc.). À partir d'avril, les forces russes dans le Sud de l'Ukraine reçoivent en renfort des unités repliées du Nord ainsi que des mercenaires : d'une part la 49e armée a désormais la charge de l'oblast de Kherson, renforcée par des VDV, le 22e corps et des unités de la 35e armée ; d'autre part la 58e armée commande dans l'oblast de Zaporijjia, épaulée par des unités des 29e et 36e armées.
À partir de la fin août 2022, l'artillerie ukrainienne isole de plus en plus la tête de pont autour de Kherson, menacée d'une offensive ukrainienne (un leurre, cette dernière se déclenchant à l'est de Kharkiv le 6 septembre), à tel point que l'état-major général russe ordonne la retraite sur la rive gauche du Dnipro, effectuée du 9 au 11 novembre en abandonnant l'agglomération. À la fin de l'automne 2022, le commandement russe est réorganisé, le Donbass est confié à l'état-major du district central, Zaporijjia à celui du district est, la rive gauche du Dniepr restant sous la responsabilité du district sud. Protégé par les inondations provoquées par la destruction du barrage de Kakhovka le 6 juin 2023, ce secteur du front se fait partiellement dégarnir pour renforcer les autres.

## Commandement
Depuis le 23 janvier 2023 : le colonel-général Sergueï Kouzovlev.
Commandant adjoint, chef d'état-major :
- du 18 août 2016 à janvier 2019, lieutenant-général Andreï Viktorovitch Gouroulev, puis a demandé son transfert dans la réserve ;
- de février 2019 à décembre 2022, lieutenant-général puis colonel-général Sergueï Kouzovlev.